# (9662) Frankhubbard
(9662) Frankhubbard  es un asteroide perteneciente al cinturón de asteroides, descubierto el 12 de abril de 1996 por Paul G. Comba desde el Observatorio de Prescott, en Prescott, Arizona, Estados Unidos.

## Designación y nombre
Frankhubbard se designó al principio como 1996 GS.
Más adelante fue nombrado en honor al fabricante estadounidense de instrumentos musicales de teclado Frank Hubbard (1920-1976).

## Características orbitales
Frankhubbard orbita a una distancia media del Sol de 2,7651 ua, pudiendo acercarse hasta 2,2794 ua y alejarse hasta 3,2508 ua. Tiene una excentricidad de 0,1756 y una inclinación orbital de 9,3184° grados. Emplea en completar una órbita alrededor del Sol 1679 días.

## Características físicas
Su magnitud absoluta es 13,6. Tiene 4,857 km de diámetro. Su albedo se estima en 0,248.